# Luxemburg i olympiska sommarspelen 2004
Luxemburg i olympiska sommarspelen 2004 bestod av 10 idrottare som blivit uttagna av Luxemburgs olympiska kommitté.

## Bågskytte
Herrar
| Idrottare     | Gren         | Rankningsomgång | Rankningsomgång | 32-delsfinaler                | Sextondelsfinaler    | Åttondelsfinaler     | Kvartsfinaler        | Semifinaler          | Final                | Final            |
| Idrottare     | Gren         | Poäng           | Seed            | Motståndare Resultat          | Motståndare Resultat | Motståndare Resultat | Motståndare Resultat | Motståndare Resultat | Motståndare Resultat | Placering        |
| ------------- | ------------ | --------------- | --------------- | ----------------------------- | -------------------- | -------------------- | -------------------- | -------------------- | -------------------- | ---------------- |
| Jeff Henckels | Individuellt | 623             | 55              | Chen S-Y (TPE) (10) L 132–136 | Gick inte vidare     | Gick inte vidare     | Gick inte vidare     | Gick inte vidare     | Gick inte vidare     | Gick inte vidare |

## Cykling

### Landsväg
Herrar
| Idrottare      | Gren                | Tid     | Placering |
| -------------- | ------------------- | ------- | --------- |
| Benoît Joachim | Herrarnas linjelopp | 5:44:13 | 45        |
| Benoît Joachim | Herrarnas tempolopp | 1:01:50 | 26        |
| Kim Kirchen    | Herrarnas linjelopp | 5:41:56 | 6         |
| Fränk Schleck  | Herrarnas linjelopp | 5:41:56 | 16        |

## Friidrott
Herrar
Bana, maraton och gång
| David Fiegen | 800 meter | 1:46.97 | 5 | Gick inte vidare | Gick inte vidare | Gick inte vidare | Gick inte vidare |

## Tennis
| Spelare                     | Gren      | Omgång 1                      | Omgång 2                                     | Åttondelsfinaler  | Kvartsfinaler     | Semifinaler       | Final / BM        | Final / BM       |                  |
| Spelare                     | Gren      | Motståndare Poäng             | Motståndare Poäng                            | Motståndare Poäng | Motståndare Poäng | Motståndare Poäng | Motståndare Poäng | Placering        |                  |
| --------------------------- | --------- | ----------------------------- | -------------------------------------------- | ----------------- | ----------------- | ----------------- | ----------------- | ---------------- | ---------------- |
| Anne Kremer                 | Damsingel | Vento-Kabchi (VEN) L 3–6, 4–6 | Gick inte vidare                             | Gick inte vidare  | Gick inte vidare  | Gick inte vidare  | Gick inte vidare  | Gick inte vidare |                  |
| Claudine Schaul             | Damsingel | Hantuchová (SVK) L 1–6, 1–6   | Gick inte vidare                             | Gick inte vidare  | Gick inte vidare  | Gick inte vidare  | Gick inte vidare  | Gick inte vidare |                  |
| Anne Kremer Claudine Schaul | Damdubbel | i.u.                          | Castaño / Zuluaga (COL) L 6–7(7–9), 6–2, 7–9 | Gick inte vidare  | Gick inte vidare  | Gick inte vidare  | Gick inte vidare  | Gick inte vidare | Gick inte vidare |

## Triathlon
| Triathlet     | Gren               | Simning (1,5 km) | Trans 1 | Cykling (40 km) | Trans 2 | Löpning (10 km) | Total tid  | Placering |
| ------------- | ------------------ | ---------------- | ------- | --------------- | ------- | --------------- | ---------- | --------- |
| Elizabeth May | Damernas triathlon | 19:43            | 0:19    | 1:10:26         | 0:22    | 37:39           | 2:08:29,22 | 17        |